# Osmery
Osmery is een gemeente in het Franse departement Cher (regio Centre-Val de Loire) en telt 248 inwoners (2004). De plaats maakt deel uit van het arrondissement Saint-Amand-Montrond. Op 1 januari 2024 werd de gemeente Lugny-Bourbonnais aan Osmery aangehecht.

## Geografie
De oppervlakte van Osmery bedraagt 21,2 km², de bevolkingsdichtheid is 11,7 inwoners per km².
De onderstaande kaart toont de ligging van Osmery met de belangrijkste infrastructuur en aangrenzende gemeenten.

## Demografie
Onderstaande figuur toont het verloop van het inwonertal (bron: INSEE-tellingen).